# Голубенко Олександр Леонідович
Олександр Леонідович Голубенко (*18 лютого 1942, Ворошиловград, УРСР) — професор, доктор технічних наук, почесний ректор Східноукраїнського національного університету імені Володимира Даля. Герой України (2012).

## Біографія
Народився 18 лютого 1942 році у місті Ворошиловград УРСР. Закінчив Ворошиловградський машинобудівний технікум. Вищу освіту за спеціальністю «Локомотивобудування» здобув у Ворошиловградському машинобудівному інституті у 1969 році.
У 1960–1970 працював техніком, конструктором, інженером-дослідником, керівником групи Ворошиловградського тепловозобудівного заводу, в цей час починає активну інженерну й наукову діяльність.
У 1970 році втупає до аспірантури Ворошиловградського машинобудівного інституту, яку закінчив у 1973 році, захистивши кандидатську дисертацію в Харківському політехнічному інституті. Обіймав посади старшого викладача, доцента, завідувача кафедри, проректора з навчальної роботи, першого проректора Ворошиловградського машинобудівного інституту.
У 1987 році захистив докторську дисертацію в Московському інституті інженерів залізничного транспорту.
З 1997 року до 30 березня 2015 року обіймав посаду ректора Східноукраїнського національного університету імені Володимира Даля. Після відставки, відповідно до статуту СНУ ім. В.Даля, отримав звання заслуженого професора (почесного ректора) названого університету.Починаючи з 31 березня обраний новий ректор Східноукраїнського національного університету імені Володимира Даля їм стала Ольга Вікторівна Поркуян.
Є автором близько 400 наукових праць, 74 авторських свідоцтв, 14 зарубіжних патентів, що пов'язані з розробкою теоретичного апарата й обґрунтування наукових принципів удосконалення механічних вузлів ходової частини залізничного екіпажу з метою поліпшення тягових якостей локомотивів. Керує науковими школами «Педагогіка і управління вищими навчальними закладами», «Теорія зчеплення коліс рухомого складу з рейками і наукові принципи удосконалення ходової частини залізничного екіпажу з метою поліпшення тягових якостей локомотивів» та «Створення перспективних конструкцій транспорту з поліпшеними енергетичними і екологічними характеристиками».
18 вересня 2004 року Голубенко пидписав  Велику Хартію університетів (MAGMA CHARTA UNIVERSITATUM) у місті Болонья (Італія).
Головний редактор «Вісника Східноукраїнського національного університету імені Володимира Даля».

## Політична діяльність
У 2010 році був обраний депутатом Луганської міської ради за списком Партії Регіонів (номер 2 у списку). Член постійної комісії міськради з питань місцевого самоврядування, забезпечення законності і правопорядку, охорони прав, свобод мешканців теритріальної громади міста і депутатської етики.

## Відзнаки
- Звання Герой України з врученням ордена Держави (24 серпня 2012) — за визначний особистий внесок у зміцнення освітнього потенціалу України, багаторічну плідну науково-педагогічну діяльність[5]

### Звання
- Доктор технічних наук (з 1987 року)
- Професор кафедри залізничного транспорту (з 1989)
- Академік Транспортної академії України
- Академік Інженерної академії України
- Академік Академії транспорту Російської Федерації
- Академік Міжнародної інженерної академії
- Член-кореспондент Академії педагогічних наук України (з 2003)
- Член Національної спілки журналістів України
- Заслужений діяч науки і техніки України (з 1990)
- Почесний залізничник Російської Федерації (з 1992)
- Почесний залізничник України (з 1997)
- Почесна грамота Кабінету міністрів України (2002)
- Почесний громадянин Луганська (2000)
- Почесний ректор СНУ ім. В.Даля (2015)

### Державні нагороди
- Медаль «За трудову доблесть» (1981).
- Повний кавалер ордена «За заслуги».
- Орден Польської республіки (2005).

### Премії
- Лауреат премії Міністерства освіти УРСР (1988).
- Лауреат Державної премії України в галузі науки і техніки (2004).